# سیارک ۲۶۴
سیارک ۲۶۴ (به انگلیسی: 264 Libussa) دویست و شصت و چهارمین سیارک کشف شده‌است که در ۲۲ دسامبر ۱۸۸۶ کشف شد.
قدر مطلق سیارک برابر ۸٫۴۲ است.